# 363
363（三百六十三、さんびゃくろくじゅうさん）は自然数、また整数において、362の次で364の前の数である。

## 性質
- 363は合成数であり、約数は 1, 3, 11, 33, 121, 363 である。
  - 約数の和は532。
  - 素数を除いて σ(n) − n が平方数になる25番目の数である。1つ前は332、次は386。ただしσは約数関数。(オンライン整数列大辞典の数列 A048699)
- 46番目の回文数である。1つ前は353、次は373。
  - 3つの回文数の積で表せる9番目の回文数である。1つ前は343、次は404。(オンライン整数列大辞典の数列 A078895)
- 363 = 31 + 32 + 33 + 34 + 35
  - 3の自然数乗の和とみたとき1つ前は120、次は1092。
  - a = 3 のときの a1 + a2 + a3 + a4 + a5 の値とみたとき1つ前は62、次は1364。
- 約数の和が363になる数は1個ある。(162) 約数の和1個で表せる74番目の数である。1つ前は354、次は364。
  - 約数の和が奇数になる21番目の奇数である。1つ前は307、次は381。
- 各位の和が12になる31番目の数である。1つ前は354、次は372。
- 363 = 12 + 12 + 192 = 52 + 72 + 172 = 52 + 132 + 132 = 112 + 112 + 112
  - 3つの平方数の和4通りで表せる28番目の数である。1つ前は362、次は365。(オンライン整数列大辞典の数列 A025324)
  - 363 = 52 + 72 + 172
    - 異なる3つの平方数の和1通りで表せる98番目の数である。1つ前は358、次は364。(オンライン整数列大辞典の数列 A025339)

  - 363 = 112 + 112 + 112 = 3 × 112
    - n = 11 のときの 3n2 の値とみたとき1つ前は300、次は432。(オンライン整数列大辞典の数列 A033428)

  - 3つの素数の平方和3通りで表せる最小の数である。次は459。
    - 363 = 52 + 72 + 172 = 52 + 132 + 132 = 112 + 112 + 112
    - 3つの素数の平方和 n 通りで表せる最小の数とみたとき1つ前の2通りは219、次の4通りは699。(オンライン整数列大辞典の数列 A214512)
- 3桁以上の数で最大桁と最小桁で作る数で元の数を割り切れる43番目の数である。1つ前は360、次は374。(オンライン整数列大辞典の数列 A108343)
例．363 ÷ 33 = 11
  - 36…63 の形の数はすべて33の倍数である。(例．36…63 = 11…11 × 33)
- 363 = 112 × 3
  - 2つの異なる素因数の積で p2 × q の形で表せる45番目の数である。1つ前は356、次は369。(オンライン整数列大辞典の数列 A054753)
- 363 = 222 − 121
  - n = 22 のときの n2 − 112 の値とみたとき1つ前は320、次は408。(オンライン整数列大辞典の数列 A132764)

## その他 363 に関連すること
- 西暦363年
- 年始から数えて363日目は12月29日、閏年は12月28日。